# Kediet ej Jill

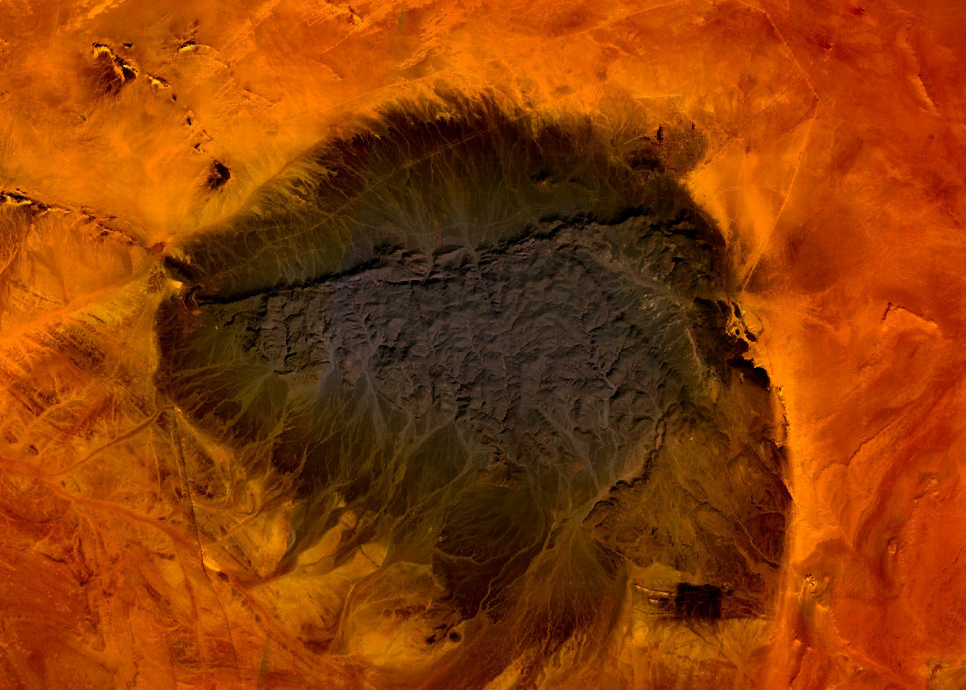
Kediet ej Jill visto do espaço

Kediet ej Jill é uma montanha em Tiris Zemmour, Mauritânia, com a cidade de Zouérat a leste e Fderick a oeste. Com 915 m (3.002 pés) de altura, o Kediet ej Jill inclui o pico mais alto da Mauritânia.
A montanha e sua área circundante são ricas em depósitos de ferro, que se pensa terem sido mineradas aqui desde o século 11 e exploradas comercialmente desde 1952. As minas atuais estão conectadas a Nouadhibou, na costa atlântica, por uma ferrovia de 700 km de comprimento.
Devido ao campo magnético, as bússolas não podem funcionar com precisão na montanha. Campos magnéticos semelhantes permitiram a descoberta de outros depósitos na região (magnetita guelbs) na década de 1960.